# 前田幸治
前田 幸治（まえだ こうじ、1949年2月23日 - ）は、日本の実業家、馬主。
アイテック株式会社の代表取締役会長を務めながら、日本を代表するオーナーブリーダーとしても著名であり、2020年に史上3頭目となる無敗でのクラシック三冠を達成したコントレイル、東京優駿を制したキズナ、ワンアンドオンリー、ダートのGIおよびJpnIを4勝したトランセンドなどを生産したノースヒルズの代表を務める。

## 経歴・人物
奈良県大淀町出身。19歳となる1968年に起業し、のち1981年に官公庁や民間におけるプラントエンジニアリング業に従事するアイテック株式会社を大阪府に創業した。現在は代表取締役会長を務める。
1983年に馬主資格を取得後、翌1984年には競走馬の生産牧場であるマエコウファーム（後のノースヒルズ）を北海道新冠町に設立し、以後日本を代表するオーナーブリーダーとして活躍している。
2011年、台風12号が故郷の奈良県を襲った際には、同県知事の荒井正吾に見舞金1000万円を寄贈した。
馬主・生産者として大きな活躍を見せる一方、競馬はあくまで自身の趣味であるとし、ノースヒルズの事務所以外には馬の写真などを飾ったりすることはないという。
特技は、「3秒で眠れること」。

## 親族
弟の前田晋二は、馬主としてキズナ、コントレイルで日本ダービー2勝、およびコントレイルでクラシック三冠達成を成し遂げている。
次男の前田幸大は、慶應義塾大学経済学部に在籍し、JRAの馬主として登録されている。馬主資格取得当時はJRAの馬主の中で最年少となっていた。2021年9月4日には小倉競馬場第2競走を最年少馬主として制している。

## 馬主活動

前田の勝負服（JRA）

日本中央競馬会（JRA）および地方競馬全国協会（NAR）に、代表を務めるノースヒルズ名義のほか、自身の個人名義としても馬主登録をしている。勝負服の柄はJRAでは水色、赤十字襷、赤袖水色一本輪を、NARでは緑、黄三本輪、黄袖緑一本輪を使用し、冠名は過去に「マエコウ」を用いたものの、現在は特に用いない。

### 来歴
- 1983年 - 馬主資格取得[2]。
- 1984年 - 「日本一美しい牧場を作ろう」と[7]、北海道新冠町にマエコウファームを開場[2]。
- 1997年 - ブレーブテンダーがアーリントンカップを制し、自身の名義の所有馬として重賞初制覇。
- 1998年 - ファレノプシスが桜花賞を制し、マエコウファームの生産馬およびノースヒルズマネジメントの所有馬としてGI級競走初制覇。
- 2002年 - ビリーヴがスプリンターズステークスを制し、自身の名義の所有馬としてGI級競走初制覇。
- 2014年 - ワンアンドオンリーが東京優駿を制し、前年の弟晋二（優勝馬キズナ）に引き続きダービーオーナーとなる。

## 主な所有馬
- ノースヒルズ名義の所有馬については、同項目の主な所有馬を参照。
- 現役中にノースヒルズなどと名義がたびたび変更されている競走馬の戦績については、前田幸治名義で出走した時の戦績のみ記載する。

### GI級競走優勝馬
- ビリーヴ（2002年セントウルステークス、スプリンターズステークス、2003年高松宮記念、函館スプリントステークス、スプリンターズステークス2着）
- ロジック（2006年NHKマイルカップ）
- ローブデコルテ（2007年優駿牝馬）
- トランセンド（2009年レパードステークス、みやこステークス、ジャパンカップダート、2011年フェブラリーステークス、マイルチャンピオンシップ南部杯、ジャパンカップダート、ドバイワールドカップ2着、JBCクラシック2着）
- アーネストリー（2009年中日新聞杯、2010年金鯱賞、札幌記念、宝塚記念3着、天皇賞・秋3着、2011年宝塚記念、オールカマー）
- オーブルチェフ（2011年北海道2歳優駿、全日本2歳優駿）
- ビートブラック（2010年菊花賞3着、2012年天皇賞・春）
- ワンアンドオンリー（2014年東京優駿、神戸新聞杯）
- アウォーディー（2015年シリウスステークス、2016年名古屋大賞典、アンタレスステークス、日本テレビ盃、JBCクラシック、チャンピオンズカップ2着、東京大賞典2着、2017年帝王賞3着、2018年川崎記念3着）
- ジャンダルム（2017年デイリー杯2歳ステークス、2022年オーシャンステークス、スプリンターズステークス）
- ラムジェット（2024年ユニコーンステークス、東京ダービー）

### 重賞競走優勝馬
地方重賞は*で示す
- ハッピールイス（1986年京都大障害（春））
- ブレーブテンダー（1997年アーリントンカップ）
- オープニングテーマ（1997年中日スポーツ賞4歳ステークス）
- リザーブユアハート（1998年函館3歳ステークス）
- サーガノヴェル（2001年フェアリーステークス、2002年クリスタルカップ）
- サンデーブレイク（米国調教馬、2002年ピーターパンステークス）
- ワンダフルデイズ（2003年クリスタルカップ）
- ゴールデンキャスト（2004年・2005年セントウルステークス）
- ラヴェリータ（2009年関東オークス、スパーキングレディーカップ、2010年名古屋大賞典、スパーキングレデイーカップ、2011年TCK女王盃、エンプレス杯、スパーキングレデイーカップ）
- リディル（2009年デイリー杯2歳ステークス、2011年スワンステークス）
- ラッシュストリート（2010年佐賀記念）
- ギルティストライク（2010年東京ジャンプステークス）
- モンストール（2011年新潟2歳ステークス）
- トレイルブレイザー（2011年アルゼンチン共和国杯、2012年京都記念）
- アースソニック（2013年京阪杯）
- アムールブリエ（2015年エンプレス杯、ブリーダーズゴールドカップ、名古屋グランプリ、2016年エンプレス杯、ブリーダーズゴールドカップ、名古屋グランプリ）
- ベルカント（2015年アイビスサマーダッシュ、北九州記念）
- カデナ（2016年京都2歳ステークス、2017年弥生賞、2020年小倉大賞典）
- アップトゥデイト（2017年阪神ジャンプステークス[注 3]）
- クリンチャー（2018年京都記念、2020年みやこステークス、2021年佐賀記念、名古屋大賞典、2022年名古屋大賞典）
- イベリス（2019年アーリントンカップ、2021年京都牝馬ステークス）
- スカーレットカラー（2019年府中牝馬ステークス）
- ローレライ（2019年*東京シンデレラマイル）
- コルテジア（2020年きさらぎ賞）
- ビリーブインラヴ（英国調教馬、2020年ベルドゥニュイ賞、2021年スタネーラステークス、2022年ブロンテカップフィリーズステークス）
- ガストリック（2022年東京スポーツ杯2歳ステークス）
- リメイク（2022年カペラステークス、2023年クラスターカップ、コリアスプリント、2024年リヤドダートスプリント、コリアスプリント)[10]
- ヴィゴーレ（2023年*せきれい賞）[11]
- インプレス（2025年新潟ジャンプステークス）

### その他の所有馬
- キュンティア（1997年阪神3歳牝馬ステークス2着）
- ファリダット（オープン3勝、2009年安田記念3着など）
- ラニ（2016年ベルモントステークス3着[注 4]）
- エントシャイデン（リステッド2勝、2021年・2022年フォレ賞3着）

## 親族の所有馬

### 弟・晋二

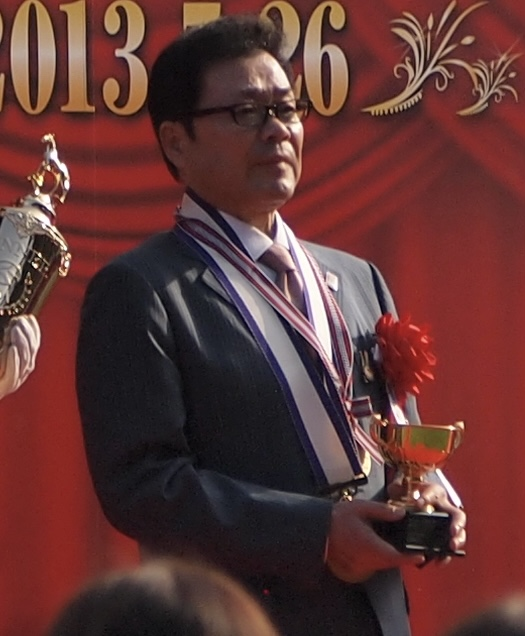
前田晋二

前田晋二の勝負服

勝負服の柄は水色、赤十字襷、赤袖水色三本輪、冠名は過去に「マエシン」を用いていたが、現在は特に用いない。
GI級競走優勝馬
- ノーリーズン（2002年皐月賞）
- キズナ（2013年毎日杯、京都新聞杯、東京優駿、ニエル賞、2014年産経大阪杯）
- グレイスフルリープ（2016年サマーチャンピオン、2017年コリアスプリント、兵庫ゴールドトロフィー、2018年東京スプリント、JBCスプリント）
- コントレイル（2019年東京スポーツ杯2歳ステークス、ホープフルステークス、2020年皐月賞、東京優駿、神戸新聞杯、菊花賞、2021年ジャパンカップ）

重賞競走優勝馬
斜字は地方重賞。
- ゴールデンアワー（1994年新潟大賞典）
- ザスクープ（1996年京都大障害・秋）
- ファイブポインター（1999年阪神スプリングジャンプ）
- シンドバッド（2003年園田ダービー、MRO金賞、2005年園田フレンドリーカップ、姫路チャレンジカップ）
- グレートステージ（2005年園田ダービー、菊水賞、摂津盃）
- ベストメンバー（2009年京都新聞杯）
- クラレント（2011年デイリー杯2歳ステークス、2012年富士ステークス、NHKマイルカップ3着、2013年東京新聞杯、エプソムカップ、2014年関屋記念、京成杯オータムハンデキャップ、2015年安田記念3着）
- ヒットザターゲット（2012年新潟大賞典、2013年小倉大賞典、京都大賞典、2015年目黒記念）
- ウィッシュハピネス（2014年エーデルワイス賞）
- ディープボンド（2020年京都新聞杯、2021年阪神大賞典、フォワ賞、天皇賞・春2着、有馬記念2着、2022年阪神大賞典、天皇賞・春2着）
- レーヌブランシュ（2020年関東オークス、2021年レディスプレリュード）
- コンクシェル（2024年中山牝馬ステークス）
- キープカルム（2025年しらさぎステークス）

その他の所有馬
- リザーブユアハート（地方移籍後）
- ゴールデンキャスト（地方移籍後）

### 妻・葉子

前田葉子の勝負服

勝負服の柄は水色、赤十字襷、赤袖水色二本輪、冠名は特に用いない。
重賞競走優勝馬
- ブランボヌール（2015年函館2歳ステークス、阪神ジュベナイルフィリーズ3着、2016年キーンランドカップ）
- レーザーバレット（2015年オーバルスプリント、兵庫ゴールドトロフィー、2016年オーバルスプリント）
- ラニ（2016年UAEダービー）

### 長男・幸貴

前田幸貴の勝負服

勝負服の柄は水色、赤十字襷、袖一本輪、冠名は特に用いない。
重賞競走優勝馬
- ブレイキングドーン（2019年ラジオNIKKEI賞）
- ビアンフェ（2019年函館2歳ステークス、2020年葵ステークス、2021年函館スプリントステークス）
- アブレイズ（2020年フラワーカップ）

### 次男・幸大
勝負服の柄は、水色、赤十字襷、袖赤二本輪。冠名は特に用いない。

## 著書
- 『世界一の馬をつくる チームノースヒルズの飽くなき挑戦』（飛鳥新社、2014年11月26日）

## 関連書籍
- 本城雅人『夢を喰う男 ダービー3勝を遂げた馬主、ノースヒルズ前田幸治の覚悟』（幻冬舎、2022年6月22日）